# David M. Wilson
Sir David Mackenzie Wilson, född 30 oktober 1931, är en brittisk arkeolog och konsthistoriker främst inriktad mot studier av vikingatiden och dess yttringar på Brittiska öarna. 
Mellan åren 1977 och 1992 var Wilson chef för British Museum. 
Han har publicerat en mängd böcker om vikingatidens konststilar, Bayeuxtapeten och en rad andra kulturella företeelser under vikingatiden. År 1993 tilldelades han Monteliusmedaljen. Wilson är sedan länge bosatt på Isle of Man.   

## Utmärkelser, ledamotskap och priser
- Ledamot av Kungliga Vetenskapsakademien (LVA)[4]
- Ledamot av Vetenskapssocieteten i Lund (LVSL, 1972)[5]
- Knight Bachelor vilket berättigar till tiltalet sir